# Carramar (del av en befolkad plats i Australien, New South Wales)
Carramar är en del av en befolkad plats i Australien. Den ligger i kommunen Fairfield och delstaten New South Wales, i den sydöstra delen av landet, omkring 23 kilometer väster om delstatshuvudstaden Sydney. Antalet invånare är 3 431.
Runt Carramar är det mycket tätbefolkat, med 3 757 invånare per kvadratkilometer.. Närmaste större samhälle är Liverpool, nära Carramar. 
Runt Carramar är det i huvudsak tätbebyggt. Genomsnittlig årsnederbörd är 1 380 millimeter. Den regnigaste månaden är februari, med i genomsnitt 200 mm nederbörd, och den torraste är juli, med 36 mm nederbörd.